# Streitkräfte Ugandas
Die Streitkräfte Ugandas (englisch Uganda People's Defence Force, kurz: UPDF) sind das Militär der Republik Uganda.

## Geschichte

### Nach der Unabhängigkeit
Das erste Militär der unabhängigen Republik Uganda bestand aus Teilen der King’s African Rifles, welche sich später in Uganda Rifles umbenannten. Edward Mutesa war der erste militärische Befehlshaber und zugleich Präsident. Im Januar 1964 begannen Soldaten in Jinja einen Aufstand für höheren Sold, welcher von britischen Soldaten der Scots Guards und des Staffordshire Regiment niedergeschlagen wurde. Darauf folgten Umstrukturierungen, das Hauptquartier wurde von Jinja nach Kampala verlegt, Shaban Opolot und Idi Amin wurden hochrangige Offiziere der Streitkräfte und die General Service Unit, eine Geheimpolizei, wurde gegründet. Im Mai 1966 übernahm Milton Obote die Macht über Uganda und somit auch über die Streitkräfte. Er entließ viele hochrangige Offiziere und strukturierte das Militär um.

### Das Militär unter Idi Amin
Durch einen Staatsstreich übernahm der damalige Generalstabschef Idi Amin Dada im Januar 1971 die Kontrolle über die Republik. Er berief seine Sympathisanten im Militär auf führende Positionen und verdoppelte die Anzahl an Soldaten auf 21.000. Ebenfalls erlaubte er die Teilnahme von ausländischen Kämpfern, was dazu führte, dass Ende der 70er Jahre die Streitkräfte Ugandas zu drei Vierteln aus Sudanesen, Ruandern und Kongolesen bestand. Manche Truppenteile standen gar nicht mehr unter der Kontrolle der Armee und wurden faktisch zu unabhängigen Milizen. Idi Amin errichtete das State Research Bureau (SRB) und die Public Safety Unit (PSU) und beseitigte im Militärstab seine Gegenspieler. Insgesamt wurden von der SRB und PSU über 250.000 Menschen getötet. 1978 befahl Amin die Annektierung einer großen Fläche im Norden Tansanias, was im Uganda-Tansania-Krieg endete. Zuvor geflohene Ugander bildeten die Uganda National Liberation Front (UNLF), welche an der Seite der Streitkräfte Tansanias kämpfte. Zusammen eroberten sie Uganda und zwangen Idi Amin nach Libyen zu fliehen. Die UNLF übernahm für ein Jahr die Kontrolle über das Land, bis Milton Obote erneut Präsident wurde.

### Das Militär unter der zweiten Präsidentschaft von Milton Obote
Nachdem die Übergangsregierung von den Streitkräften abgesetzt wurde, brachte sich Milton Obote erneut ein und wurde wieder Präsident. Dies führte zu Spannungen in manchen Regionen, sodass das Verteidigungsministerium viel Geld investierte, um Rebellengruppen wie die Uganda National Rescue Front und Uganda Freedom Movement zu beseitigen. Dabei begingen die schlecht ausgerüsteten Streitkräfte Menschenrechtsverletzungen und zwangen über 260.000 Menschen zur Flucht. In Luweero tötete das Militär, um die National Resistance Army (NRA) zu bekämpfen, über 100.000 Zivilisten.
1985 waren die Streitkräfte dann so geschwächt, dass das Kabinett Obote von einer kleinen Gruppe Soldaten abgesetzt wurde. Die nächste Regierung bildete ein Militärrat aus den damaligen Widerstandsgruppen.

### Jüngere Geschichte
Die NRA nutzte die Schwäche der anderen Mitglieder im Militärrat aus und übernahm, mit Hilfe von Libyen und Schweden, die alleinige Macht. 1988 folgte ein Friedensabkommen mit der Uganda People's Army (UPA) und der Uganda People's Democratic Army (UPDA), da sich bis dahin die Unruhen im Land noch nicht gelegt hatten. Daraufhin durften die ehemaligen Rebellen, aus den beiden Organisationen, in die Streitkräfte eintreten. Bis in die 90er Jahre gelang es dem Militär von Uganda nicht, alle Rebellengruppen unter die Kontrolle der Regierung zu bringen. 1995 wurde die National Resistance Army offiziell in Uganda People’s Defence Force umbenannt.

## Heer
Das Heer der Republik Uganda besteht aus ungefähr 40.000 bis 45.000 Soldaten und wird von Generalleutnant Kayanja Muhanga geführt, sein Stellvertreter ist Generalmajor Francis Takirwa.

### Organisation
Das Heer besteht aus folgender Formation:
- einer Panzerbrigade
- fünf Infanteriedivisionen
- eine Motorisierte Infanteriebrigade
- eine Brigade Spezialkräfte
- eine Artilleriebrigade
- zwei Flugabwehrbataillone
- einem Kommandobataillon.

### Ausrüstung
Das Heer verfügt über folgende Ausrüstung:

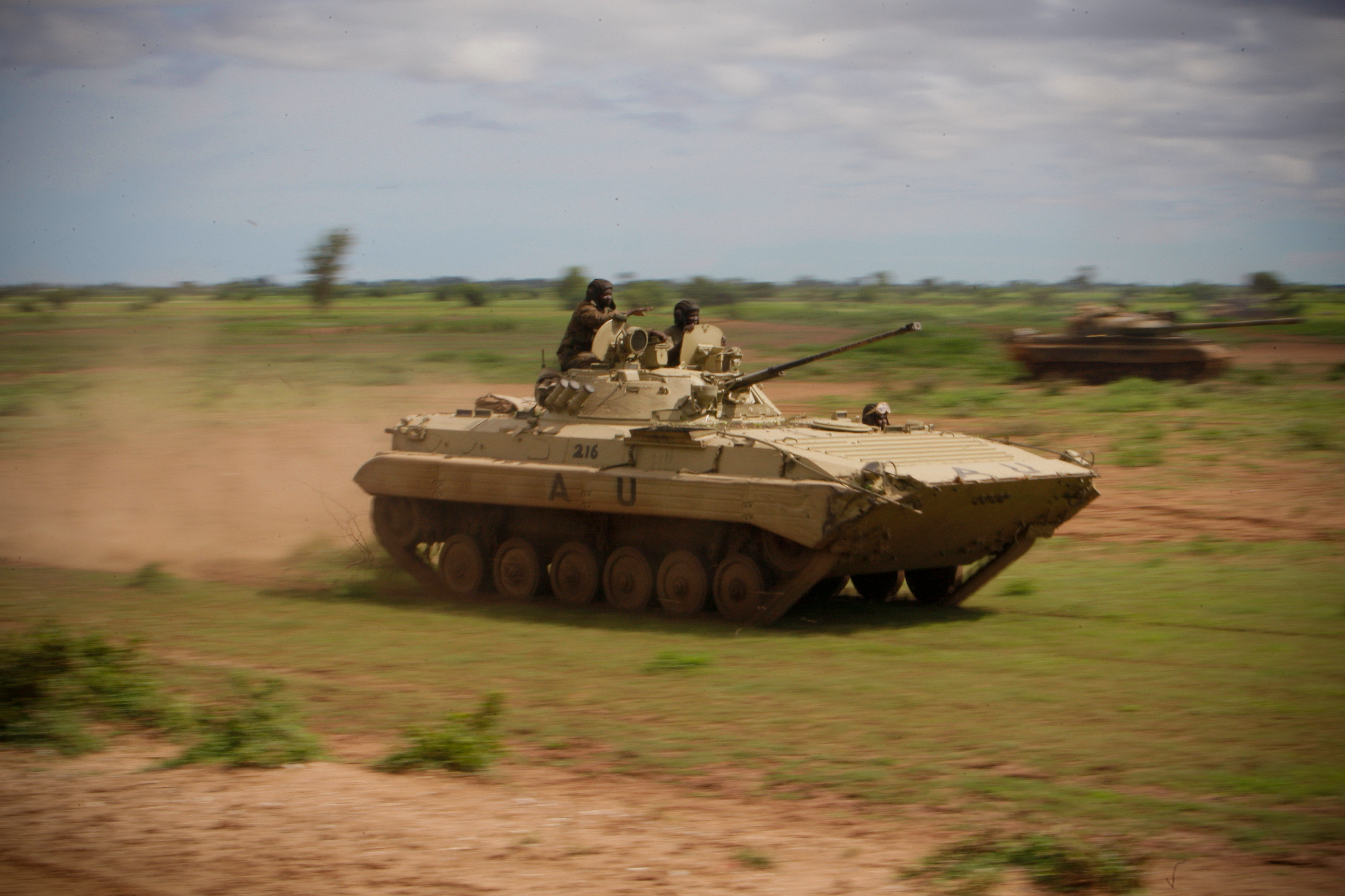
Ugandischer BMP-2-Schützenpanzer bei der AMISOM

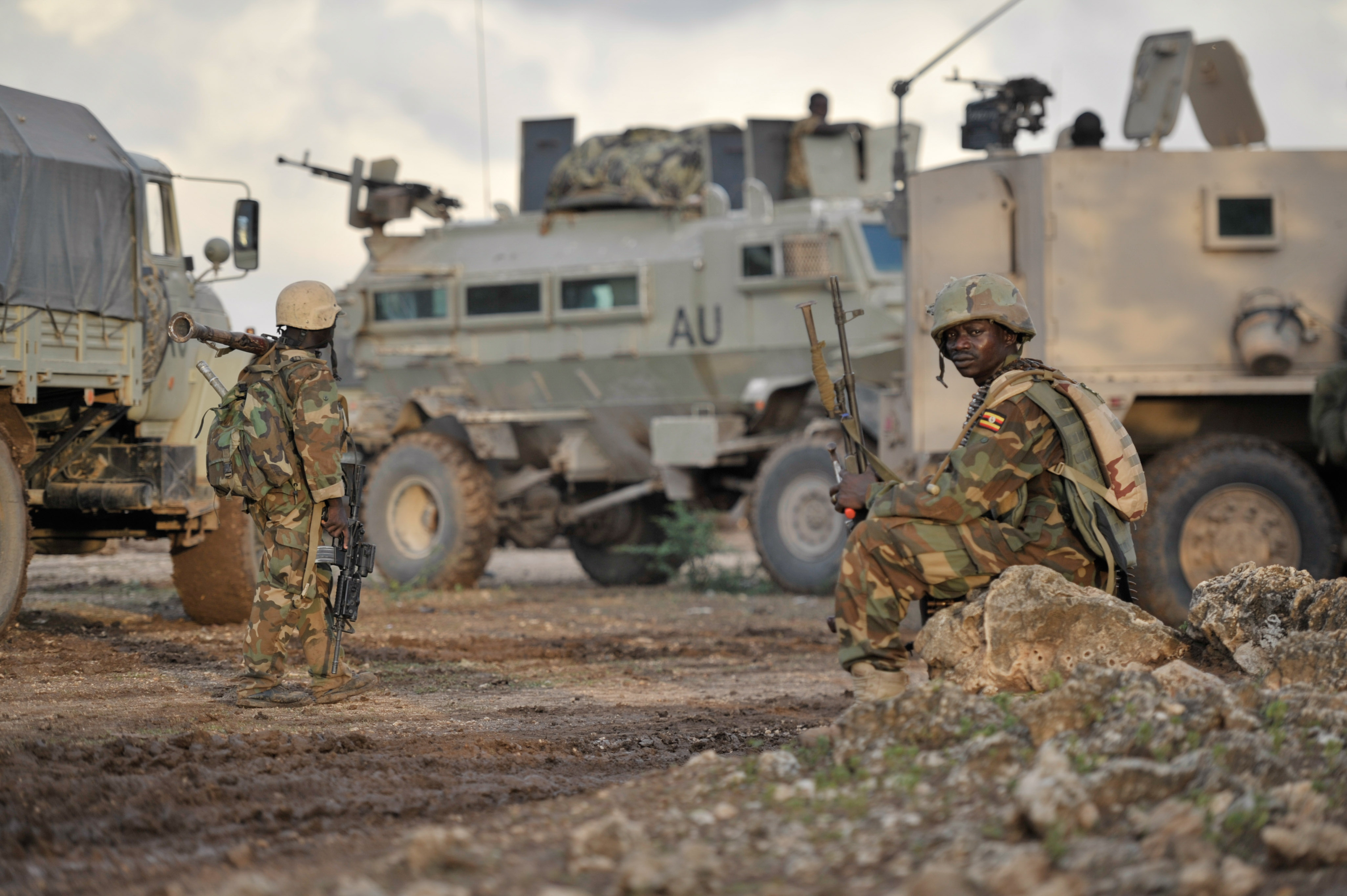
Soldaten der UPDF in der Region Shabeellaha Hoose, Somalia. Im Hintergrund erkennt man einen Casspir aus südafrikanischer Produktion.

#### Fahrzeuge
| Typ            | Herkunft                     | Funktion               | Version  | Anzahl |
| -------------- | ---------------------------- | ---------------------- | -------- | ------ |
| T-54T-55       | Sowjetunion                  | KampfpanzerBergepanzer |          | 140    |
| T-55           | Sowjetunion                  | Kampfpanzer            | AM2      | 45     |
| T-72           | Sowjetunion                  | Kampfpanzer            | AB1      | 4010   |
| T-90           | Russland                     | Kampfpanzer            | S        | 44     |
| Type 85        | Volksrepublik China          | Kampfpanzer            | 2M       |        |
| PT-76          | Sowjetunion                  | Leichter Panzer        |          | ca. 20 |
| Panhard AML    | Frankreich Südafrika         | Spähpanzer             | Eland-20 | 40     |
| Ferret         | Vereinigtes Königreich       | Spähpanzer             |          | 6      |
| BMP-2          | Sowjetunion                  | Schützenpanzer         |          | 37     |
| VN2C           | Volksrepublik China          | Schützenpanzer         |          | 2+     |
| BTR-60         | Sowjetunion                  | Mannschaftstransporter |          | 15     |
| Buffel         | Südafrika                    | Mannschaftstransporter |          | 20     |
| OT-64 SKOT     | Polen Tschechoslowakei       | Mannschaftstransporter |          | 4      |
| Bastion Patsas | Frankreich                   | Mannschaftstransporter | APC      | 19     |
| Casspir        | Südafrika                    | MRAP                   |          | 42     |
| Hizir          | Türkei                       | MRAP                   |          | 35     |
| Mamba          | Südafrika                    | MRAP                   |          | 40     |
| Chui           | Uganda                       | MRAP                   |          |        |
| RG-33          | Vereinigte Staaten           | MRAP                   | L        | 10     |
| Cougar         | Vereinigte Staaten Südafrika | Mehrzweckfahrzeug      |          | 15     |
| MTU            | Sowjetunion                  | Brückenlegepanzer      |          |        |
| Husky          | Südafrika                    | Minenräumpanzer        |          |        |

#### Artillerie
| Typ        | Herkunft               | Kaliber | Funktion         | Anzahl |
| ---------- | ---------------------- | ------- | ---------------- | ------ |
| ATMOS 2000 | Israel                 | 155 mm  | Panzerartillerie | 6      |
| M-30       | Sowjetunion            | 122 mm  | Haubitze         |        |
|            |                        | 130 mm  | Haubitze         | 221    |
| G5         | Südafrika              | 155 mm  | Haubitze         | 4      |
| M839       | Israel                 | 155 mm  | Haubitze         | 18     |
| Typ 63     | Volksrepublik China    | 107 mm  | Raketenwerfer    |        |
| BM-21 Grad | Sowjetunion            | 122 mm  | Raketenwerfer    |        |
| RM-70      | Tschechoslowakei       | 122 mm  | Raketenwerfer    | 6      |
| Spear      | Israel                 | 120 mm  | Panzermörser     | 4+     |
| L16        | Vereinigtes Königreich | 81 mm   | Mörser           |        |
| M43        | Sowjetunion            | 82 mm   | Mörser           |        |
| Soltam     | Israel                 | 120 mm  | Mörser           | 78     |

#### Flugabwehrwaffen
| Typ             | Herkunft    | Funktion         | Anzahl |
| --------------- | ----------- | ---------------- | ------ |
| 9K32 Strela-2   | Sowjetunion | MANPADS          |        |
| 9K310 Igla-1    | Sowjetunion | MANPADS          |        |
| ZPU-1ZPU-2ZPU-4 | Sowjetunion | Maschinengewehr  |        |
| M-1939          | Sowjetunion | Flugabwehrkanone | 20     |

## Luftstreitkräfte

Kokarde der Luftstreitkräfte

Die Luftstreitkräfte der Republik Uganda haben eine Personalstärke von ungefähr 1.200 Angehörigen und werden vom Generalleutnant Charles Okidi geleitet, sein Stellvertreter ist der Generalmajor Geoffrey Tumusiime Katsigazi.

### Ausrüstung

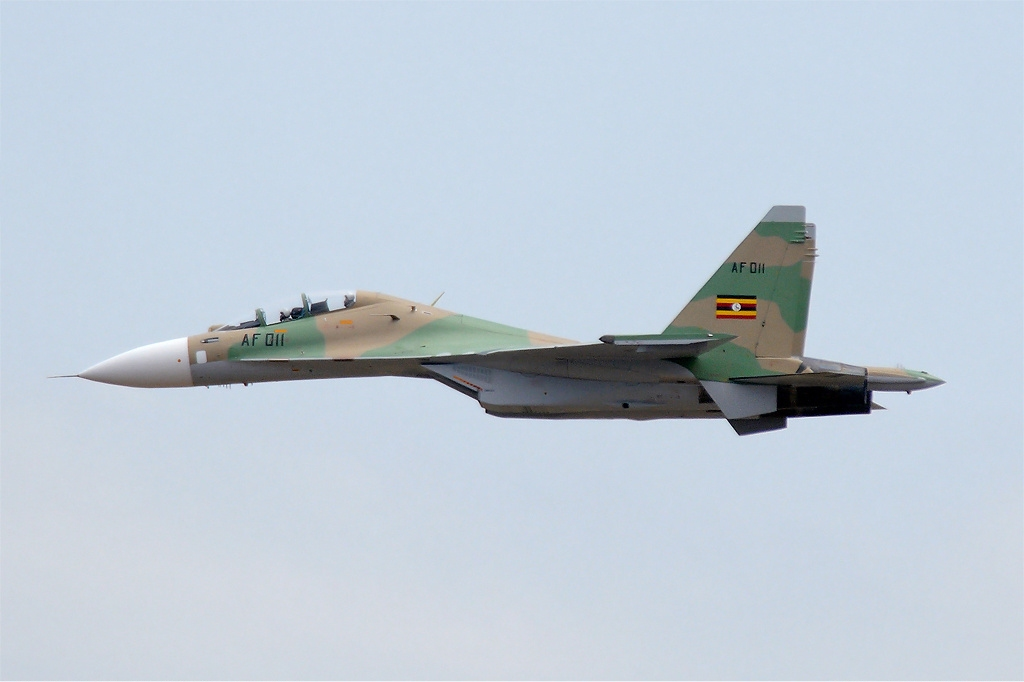
Eine ugandische Suchoi Su-30MK2

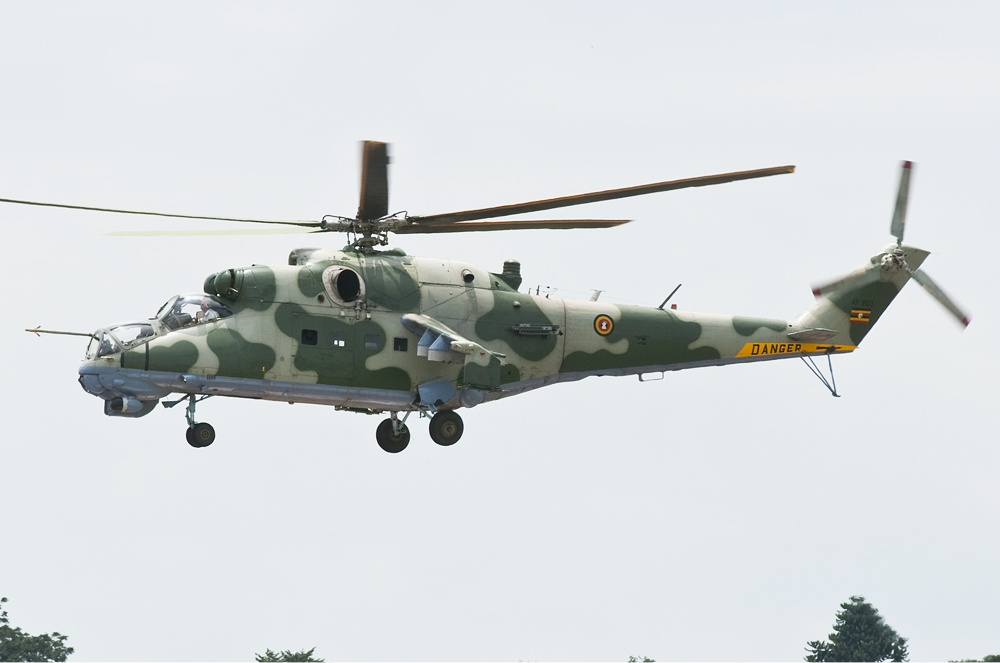
Mil Mi-24V der Luftstreitkräfte von Uganda

Die Luftstreitkräfte verfügen über folgende Flugzeug- und Hubschraubertypen:
| Spezifikation             | Herkunft            | Funktion                                   | Version              | Aktiv          | Anmerkung      |
| Kampfflugzeuge            | Kampfflugzeuge      | Kampfflugzeuge                             | Kampfflugzeuge       | Kampfflugzeuge | Kampfflugzeuge |
| ------------------------- | ------------------- | ------------------------------------------ | -------------------- | -------------- | -------------- |
| Suchoi Su-30              | Russland            | Mehrzweckkampfflugzeug                     | MK2                  | 6              |                |
| Mikojan-Gurewitsch MiG-21 | Sowjetunion         | Abfangjäger                                | bisUM                | 3+1            | eingelagert    |
| Transportflugzeuge        |                     |                                            |                      |                |                |
| Lockheed L-100 Hercules   | Vereinigte Staaten  | Transportflugzeug                          | L-100-30             | 1              |                |
| Cessna 172                | Vereinigte Staaten  | Transportflugzeug                          |                      | 4              |                |
| Cessna 208                | Vereinigte Staaten  | Transportflugzeug                          | B                    | 2              |                |
| Harbin Y-12               | Volksrepublik China | Transportflugzeug                          |                      | 2              |                |
| Gulfstream G550           | Vereinigte Staaten  | Geschäftsreiseflugzeug                     |                      | 1              |                |
| Schulflugzeuge            |                     |                                            |                      |                |                |
| Aero L-39 Albatros        | Tschechoslowakei    | Schulflugzeug                              | ZAZO                 | 7              |                |
| Aermacchi SF-260          | Italien             | Schulflugzeug                              |                      | 4              | [ 14 ]         |
| Hubschrauber              |                     |                                            |                      |                |                |
| Mil Mi-24                 | Sowjetunion         | Kampfhubschrauber                          | VP                   | ca. 7          |                |
| Mil Mi-28                 | Sowjetunion         | Kampfhubschrauber                          | N<hrUB               | 3+             |                |
| Bell 412                  | Vereinigte Staaten  | Mehrzweckhubschrauber                      |                      | 2              |                |
| Bell UH-1                 | Vereinigte Staaten  | Mehrzweckhubschrauber                      | H                    | 5              | [ 14 ]         |
| Mil Mi-8                  | Sowjetunion         | MehrzweckhubschrauberTransporthubschrauber | Mi-17Mi-171EMi-171A1 | 6              |                |

Luft-Luft-Raketen:
- R-27 ()
- R-73 ()
- R-77 ()

Luft-Boden-Raketen:
- Ch-31P ()

## Andere Einheiten

### Reserve
Die UPDF verfügt über 10.000 Reservisten und die Reserve wird vom Generalleutnant Charles Otema Awany geführt.

### Spezialeinheit
Die Spezialeinheit, mit Sitz in Entebbe, wird vom Brigadegeneral Peter Chandia geleitet, sein Stellvertreter ist der Brigadier Felix Busizoori.

### Marine und Marineinfanterie
Die UPDF unterhält, obwohl Uganda ein Binnenland ist, Marineeinheiten. Sie ist mit Schnellbooten am Victoriasee präsent. Die ungefähr 400 Soldaten starke Marineinfanterie hat die Funktion, SAR-Aufgaben auszuführen, nach Katastrophen Hilfe zu leisten und systemrelevante Einrichtungen zu schützen.

## Einsätze
Die UPDF beteiligt sich mit insgesamt sieben Infanteriebataillonen (5.800 Soldaten) an der AMISOM. Außerdem haben die Streitkräfte Ugandas unter der UNSOM und dem United Nations Support Office weitere 628 Soldaten in Somalia stationiert. Weitere Missionen der Vereinten Nationen, an denen sich die Republik Uganda mit einer Personalstärke von 4 Angehörigen beteiligt, sind die UNMISS und die UNISFA. Das International Institute for Strategic Studies sieht die Rolle der UPDF für die Stabilisation des östlichen Afrikas als sehr bedeutend an.